# 泼尼松龙
潑尼松龍又名强的松龙，是一種糖皮質類固醇，用以治療特定種類的過敏、炎症、自體免疫性疾病及癌症。可治療病症如腎上腺機能不全、高血鈣、類風濕性關節炎、皮膚炎、眼睛發炎、哮喘以及多發性硬化症。本品可口服和靜脈注射，或作成皮膚乳膏和眼藥水使用。
短期使用潑尼松龍的副作用為噁心和疲倦，更嚴重的副作用則為引發精神病相關問題，100人中約有5％ 的人會發生。長期使用的常見副作用則有骨質疏鬆症、虛弱無力、念珠菌症，及容易出現瘀傷。雖然在懷孕後期，短期使用是安全的，然而在懷孕初期使用，或在後期長期使用，有可能會傷害到嬰兒。潑尼松龍係為氫羥腎上腺皮質素（氫化可體松）製成的糖皮質素。
潑尼松龍發現於1955年，同年核可為藥物之用。本品名列世界衛生組織基本藥物標準清單中，現在已有學名藥流通。2017年，在美國最常用的處方籤藥物清單中，潑尼松龍排名第129，該年開出至少500萬劑。

## 醫療用途
潑尼松龍是一種以糖皮質激素為主的皮質類固醇藥物，其鹽皮質激素活性低，使其可用於治療多種範圍廣泛的炎症和自體免疫疾病，例如：哮喘、葡萄膜炎、壞疽性膿皮病、類風濕關節炎、蕁麻疹、血管性水腫、潰瘍性結腸炎、心包炎、顳動脈炎及克隆氏症、貝爾氏麻痹症、多發性硬化症、叢集性頭痛、血管炎、急性淋巴性白血病及自體免疫性肝炎、全身性紅斑狼瘡、川崎氏病、皮肌炎和結節病。
潑尼松龍滴眼液是一種腎上腺皮質類固醇產品，製成無菌眼科懸液，並用於減輕影響眼睛的腫脹、發紅、痕癢和過敏反應。它已開展探索作為治療角膜炎的選項。潑尼松龍也可用於治療從季節性過敏至藥物過敏的過敏反應。
潑尼松龍也可用於器官移植的免疫抑制藥物。
低劑量的潑尼松龍可用作治療原發性腎上腺功能不全（愛迪生氏病）。
皮質類固醇可抑制多種誘因的炎症反應，據推測療效是會延遲或緩慢的。它們能抑制水腫、纖維蛋白沉積、毛細血管擴張、白細胞遷移、毛細血管增生、成纖維細胞增生、膠原蛋白沉積、以疤痕形成的發炎。

## 副作用
潑尼松龍的使用會帶來一些不良反應：
- 食慾增加，體重增加、噁心和不適；
- 感染風險增加；
- 兒童的心血管疾病事件；
- 皮膚病學的反應包括臉紅、青腫／皮膚變色、傷口癒合不良、皮膚變薄、皮疹、積液積聚、和異常的毛髮生長；
- 高血糖，糖尿病患者可能需要增加胰島素或糖尿病治療；
- 月經異常；
- 對激素的反應較弱，尤其是在手術或疾病等壓力大的情況下；
- 電解質變化：血壓升高、鈉增加和低鉀，導致鹼中毒（英语：Alkalosis）；
- 胃腸道系統的影響：胃壁腫脹、肝酶的可逆性增加和胃潰瘍的風險；
- 肌肉和骨骼異常，例如肌肉無力／肌肉流失、骨質疏鬆症、長骨骨折、肌腱斷裂和背部骨折。
- 神經系統影響，包括非自主運動（抽搐）、頭痛及眩暈；
- 行為障礙[30]

鼻中隔穿孔及和腸穿孔也是明顯的副作用，在某些病理情況下會限制類固醇的使用。
在退出長期或大劑量使用潑尼松龍後，可能導致腎上腺功能不全；

### 懷孕與餵哺母乳
儘管尚未有關於潑尼松龍在孕婦中使用的主要人體研究，對幾種動物的研究顯示它可能導致先天缺陷，例如增加唇顎裂的機會。當利益大於風險時，潑尼松龍應在孕婦身上使用，而母親懷孕期間使用潑尼松龍時，所產下的孩子應該受到腎上腺功能受損的監控。
在服用潑尼松龍的母親的母乳中發現有潑尼松龍。

## 藥理學
作為糖皮質激素，潑尼松龍的親脂性結構使其易於通過細胞膜，然後結合其位於細胞質中的各自的糖皮質激素受體（GCR）。結合後，GC／GCR複合物的形成導致分子伴侶從糖皮質激素受體的解離，使GC／GCR複合物在核內移位。此過程在結合後20分鐘內發生。一旦進入細胞核，蛋白二聚體GC/GCR複合物結合到稱為糖皮質激素反應元件（GREs）的特定DNA結合，從而導致基因表達或抑制。正反應元件（GREs）與負反應元件（GREs）的結合會導致抗炎蛋白的合成，這會阻斷炎症基因的轉錄。

## 化學
潑尼松龍是一種孕烷有機化合物的皮質類固醇，它與其同源的強的松密切相關，兩者具有相同結構的化合物，除了在C11附近節省了兩個氫分子。它也被稱為δ1-皮質醇、δ1-氫化強的松、脫氫皮質醇1號及2號、脫氫皮質醇1號及2號、或脫氧皮質醇1號及2號。

## 社會與文化

### 運動員禁用
作為一種糖皮質激素，根據世界反興奮劑組織（WADA）的反興奮劑規定，未經授權或在比賽中途透過口服、靜脈注射、肌肉注射或以直腸途徑臨時使用潑尼松龍都是被禁止的。符合WADA規定的話，該藥物可與TUE（治療用途豁免）於比賽中使用。在比賽中局部使用潑尼松龍，以及在比賽以外的任何用途則不受規範。根據《奇幻熊》網站在2016年10月3日公佈的最新一份解密指，日本乒乓球運動員福原愛於2016年5月18日至6月17日的比賽期間曾在國際乒聯的許可下獲得了該藥物的「治療用藥豁免權」。

## 獸醫用途
潑尼松龍也可用於治療貓、狗及雪貂的炎症和過敏性疾病的治療。

## 藥劑名稱
- 「柏理」康速龍錠，5毫克，（陪尼皮質醇），臺灣"應元化學製藥公司"（柏理公司委托）。Compesolon Tablets 5mg "Pine Lawer" (Prednisolone).

## 外部連結
- Prednisolone 樂爾爽片®[永久]